# Motion Picture Alliance for the Preservation of American Ideals

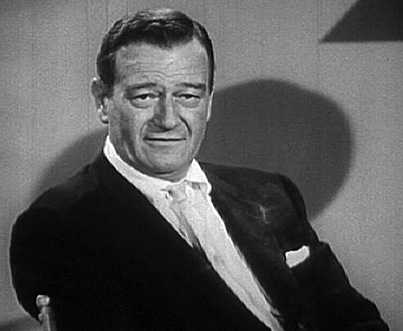
John Wayne sert quatre fois un mandat d'une année comme président de l'Alliance, soit de mars 1949 à juin 1953.

La Motion Picture Alliance for the Preservation of American Ideals (« Alliance cinématographique pour la préservation des idéaux américains ») est une organisation américaine composée de membres éminents et politiquement décrit comme conservateurs de l'industrie cinématographique hollywoodienne.
Elle est formée en 1944 dans le but déclaré de défendre l'industrie cinématographique et le pays dans son ensemble contre ce que ses fondateurs considéraient être une infiltration fasciste et communiste.